# 欧里耶巴
欧里耶巴（法語：Auriébat，法語發音：[oʁjeba]）是法国上比利牛斯省的一个市镇，属于塔布区。

## 地理
欧里耶巴（43°29'41"N, 0°5'15"E）面积16.12 平方千米，位于法国奧克西塔尼大區上比利牛斯省，该省份为法国西南部内陆省份，北至热尔省，西接大西洋比利牛斯省，南与西班牙接壤，东临上加龙省。
与欧里耶巴接壤的市镇（或旧市镇、城区）包括：阿尔芒蒂约、索沃泰尔、圣瑞斯坦、马尔西亚克、拉巴蒂里维耶尔、埃斯蒂拉克、莫布尔盖。

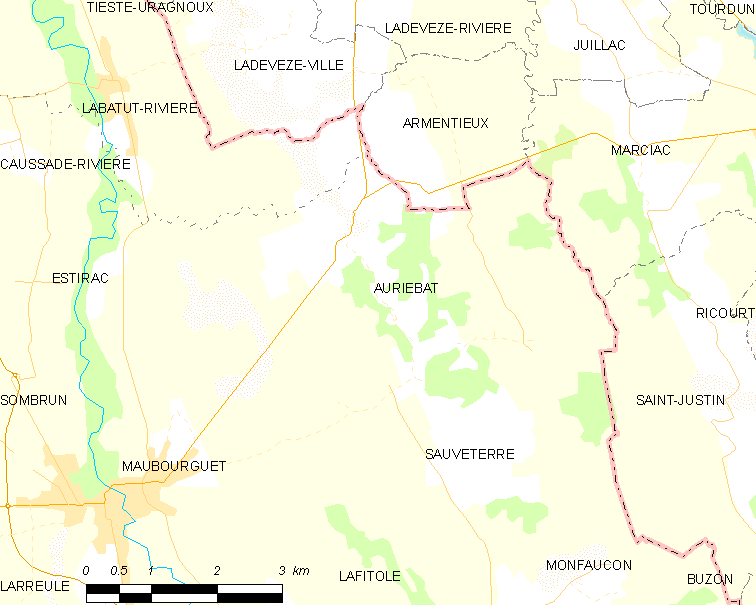
欧里耶巴的OSM定位图

欧里耶巴的时区为UTC+01:00、UTC+02:00（夏令时）。

## 行政
欧里耶巴的邮政编码为65700，INSEE市镇编码为65049。

## 政治
欧里耶巴所属的省级选区为阿杜尔河谷-吕斯唐-马迪拉奈县。

## 人口

1962-2008年间欧里耶巴人口变化图示

欧里耶巴于2022年1月1日时的人口数量为239人。